# Hornhuizen
Hornhuizen (Gronings Hörnhoezen) ist ein Dorf in der Großgemeinde Het Hogeland in den Niederlanden, welche zur Provinz Groningen gehört. Das Dorf hat 115 Einwohner (Stand: 1. Januar 2024).
Hornhuizen ist vermutlich als  Tochtersiedlung, bzw. Tochterpfarrei des ehemaligen Ortes De Houw (Pfarrei Leens) entstanden. Die älteste Erwähnung des Ortsnamens war Howerahusum (1247), Horahusum (1375),  Horhusum (ca. 1475) und Hoerhusen (1563). Hornhuizen bedeutet vermutlich „Die neuen Häuser von De Houw“, jedoch nicht „Häuser im Winkel“ (niederl. Hoek oder Horn), wie es oftmals angenommen wird. Eine andere Bedeutung des Namens könnte sich vom altfriesischen Wort Hore ('Schlick') herleiten. in einer alten Chronik ("Kroniek van Bloemhof") heißt es, dass im Jahr 1247 die Kirche von Howerahusum niedergebrannt wurde. Die könnte mit einer langjährigen kriegerischen Auseinandersetzung im friesischen Gau Hunsingo zusammenhängen, wo eine der beteiligten Parteien (Eenrum) sich mit Teilnehmern aus Groningen und Middag-Humsterland  verbündeten, und auf der anderen Seite die Partei aus   Uithuizen Unterstützung aus dem Gau Fivelingo, Drenthe und Vredewold  erhielt.
Südlich der Ortschaft befand sich die Burg Tammingaborg. Sie wurde zu Beginn des 19. Jahrhunderts abgerissen. Nur der Name eines früher zur Burg gehörenden Bauernhofs, Tammingaheerd, sowie die Ortsstraßen Tammingastraat und Borgweg erinnern noch daran.
Das Dorf liegt im äußersten Winkel der ehemaligen Gemeinde Kloosterburen. Die Kirche Hornhuizens wurde unter Verwendung des Eingangsportals aus dem 15. Jahrhundert im Jahr 1850 neu erbaut. Auf der Turmspitze war eine Art Laterne angebracht, welche als Leuchtfeuer für die damals noch nahe Wattenmeerküste diente.
Im Ort gibt es, außer einigen Bauernhöfen, keine Wirtschaftsbetriebe.